# Александър Башлачов
Александър Башлачов е руски поет, автор на песни и певец. Той е един от най-известните бардове от края на 80-те години на XX век.

## Биография
Роден е на 27 май 1960 г. в Череповец. Когато става на 17 години, започва да работи в градския металугрически завод, а по-късно заминава за Свердловск, където завършва журналистика. Работи известно време във вестник „Комунист“.
През 1984 г. се запознава с известния концертен организатор Артьомий Троцкий. Благодарение на него Башлачов записва концерти в домашни условия в Москва и Ленинград. Във времето преди перестройката много рок музиканти правят такива концерти, наречени „квартирники“. Първият публичен концерт на Башлачов е заедно с Юрий Шевчук в Ленинградския ветеринарен институт през март 1985 г. По-късно записът от този концерт е издаден като албум под названието „Кочегарка“. Междувременно Башлачов записва първия си албум със заглавие „Третья столица“ в домашното студио на Алексей Вишня. Записът става благодарение на Сергей Фирсов, който помага на поета да се установи в Ленинград и му урежда работа в отоплителната централа „Камчатка“. Там са работели и други известни музиканти като Виктор Цой и Святослав Задерий. Паралелно с работата Александър свири на сцената на Ленинградския рок клуб. През 1987 г. на Петия фестивал на клуба получава наградата „Надежда“. Снима се и във филмите „Рок“ и „Барды покидают дворы“.
На 17 февруари 1988 г. се самоубива, след като скача от прозореца на осмия етаж на блок 23, където живее. След смъртта му са издадени запазените негови концертни записи.

## Дискография
- Время колокольчиков – 1989
- Все будет хорошо – 1990
- Третья столица – 1990
- Таганский концерт – 1992
- Вечный пост – 1994
- Лихо – 1994
- Кочегарка – 1995
- II – 1996
- IV – 1996
- Первый концерт в Москве – 1998
- I – 1998
- III – 1998
- V – 1998
- VII – 1998
- Чернобыльские Бобыли на краю света – 1999
- VI – 2002

## Стихосбирки
- Посошок: Стихотворения. Ленинград: Лира, 1990
- Стихи. Москва, 1997
- Как по лезвию. Москва: Время, 2005